# Egmont-Institut

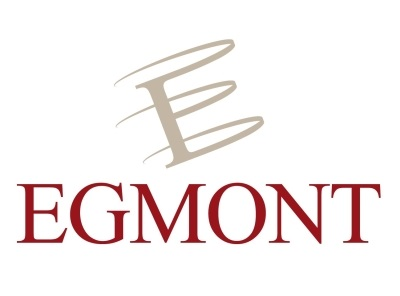
Logo von Egmont

Egmont – Das Königliche Institut für Internationale Beziehungen (Niederländisch: Egmont – Het Koninklijk Instituut voor Internationale Betrekkingen), auch bekannt als Egmont-Institut, ist eine unabhängige und gemeinnützige Denkfabrik in Brüssel.
Das Institut führt fachübergreifende Forschung im Bereich der internationalen Beziehungen aus. Hauptaufgaben ist die Organisation von Veranstaltungen, der Forschung und die Ausbildung von Beamten. Das Institut ist dem belgischen Außenministerium angegliedert, von dem es auch größtenteils finanziert wird. Außerdem erhält das Egmont-Institut Gelder von den europäischen Institutionen, aus Mitgliedsbeiträgen und privaten Teilnehmern.

## Geschichte
Das Königliche Institut für Internationale Beziehungen (der ursprüngliche Name des Institutes) wurde in 1947 von belgischen Politikern gegründet. Unter ihnen waren politische Führungspersönlichkeiten wie Paul van Zeeland, ehemaliger Premierminister, Charles De Visscher, Mitglied im internationalen Gerichtshof, Fernand Dehousse, Mitglied in der belgischen Delegation zu San Francisco und Henri Rolin, Senator und Barrister. Zu seinem 60. Jahrestag wurde das Institut in „Egmont – Königliches Institut für Internationale Beziehungen“ umbenannt. Der neue Name beruft sich auf den Palais d'Egmont, wo die meisten Aktivitäten des Instituts stattfinden.

## Struktur
Das Egmont-Institut wird vom Aufsichtsrat der Direktoren geleitet. Der aktuelle Präsident ist Ritter François-Xavier de Donnéa, ehemaliger Vizepräsident der Europäischen Kommission. Vizepräsident des Egmont-Instituts ist Dirk Achten, ständiger Sekretär des belgischen Außenministeriums. Andere Mitglieder des Aufsichtsrates sind prominente belgische Politiker, verdiente Diplomaten, Akademiker und Beamte. Der Generaldirektor ist seit 1. Oktober 2022 Pol De Witt.

## Aktivitäten

### Forschung
Die Hauptaktivität ist die Forschung im Bereich der Politikwissenschaften. Die Forschung findet im Rahmen von drei Forschungsprogrammen statt
- Europäische Angelegenheiten – befasst sich mit der europäischen Integration
- Europa in der Welt – beschäftigt sich mit Europas Rolle in internationalen Beziehungen
- Afrika – fokussiert auf Subsaharisch- und Zentralafrika

### Weiterbildung
Kurse zur Weiterbildung finden zu Themen wie der Europäischen Integration, ziviles Krisenmanagement und Sicherheit und Diplomatie statt. Diese Kurse werden oft durch dritte, wie dem Belgischen Federalen öffentlichen Service, den Europäischen Institutionen und der Wallonie International Brüssel organisiert.

### Veranstaltungen
Das Egmont-Institut organisiert verschiedene Veranstaltungen, die zum größten Teil in Brüssel stattfinden. Laut dem Institut verfolgen die Veranstaltungen das Ziel, Dialoge zwischen Gesetzgeber, der Wissenschaft und der Öffentlichkeit anzuregen und zu vertiefen. Des Weiteren dient das Egmont-Institut als Forum für Regierungen, Repräsentanten, Außenminister und internationale Organisationen.

## Partnerschaften
Das Egmont-Institut nimmt an verschiedenen Projekten und Netzwerken in Zusammenarbeit mit anderen Forschungsinstituten teil. Es ist der führende Partner für das ‘European Observatory’ und ‘l’Observatoire de l’Afrique’.
Das Egmont-Institut ist Mitglied in den folgenden Organisationen und Instituten:
- European Security and Defence College (ESDC)
- the Euro-Mediterranean Study Commission (EuroMeSCo)
- the European Policy Institutes Network (EPIN)
- Think Global – Act European (TGAE)
- the Brussels Think Tank Dialogue (BTTD)
- Europe-Africa Policy Research Network (EARN)
- Expertise for Central Africa (E-CA)

Regelmäßig arbeitet das Institut mit dem belgischen Königlichen Institut für Verteidigung zusammen. 2012 lobte das Egmont-Institut den Doktorandenpreis für internationale Sicherheit und internationale Beziehungen aus.

## Auswirkungen
Das Egmont-Institut kommt in einigen Kategorien des ‘2013 Global Go To Think Tank Index Report’ der Pennsylvania Universität vor. Das Egmont-Institut rangiert demnach auf Platz 83 in der Top nicht amerikanischen Denkfabriken weltweit, auf Platz 30 der Denkfabriken in Westeuropa und auf Platz 30 in der Top Auslandspolitik und Internationale Beziehungen.